# FSB (musikgruppe)
 For alternative betydninger, se FSB. (Se også artikler, som begynder med FSB)
FSB (Formatsya Studio Balkanton) er et bulgarsk progressivt rockband, som blev mest populære i Bulgarien i 1980'erne.

## Medlemmer
- Rumen Boyadzhiev - sang, keyboards (1975 – i dag)
- Konstantin Tsekov - sang, keyboards (1975 – i dag)
- Ivan Lechev - guitar, violin (1979 – i dag)
- Aleksandar Baharov - bas (1975 – 1983)
- Peter Slavov - trommer (1979 – 2006, d.2008)
- Ivaylo Kraychovski - bas (1983 – 2007)

## Studioalbum
- Non-Stop (1976)
- FSB II (1978)
- The Globe (1980)
- 78 RPM (1981)
- Ten Years Later (1983)
- FSB VI (1984)
- FSB na koncert — FSB In Concert (1985)
- I Love You Up To Here (1987)
- FSB. (2010)